# Cantone di Montivilliers
Il Cantone di Montivilliers era una divisione amministrativa dell'arrondissement di Le Havre.
È stato soppresso a seguito della riforma complessiva dei cantoni del 2014, che è entrata in vigore con le elezioni dipartimentali del 2015.
Comprendeva i comuni di
- Cauville-sur-Mer
- Épouville
- Fontaine-la-Mallet
- Fontenay
- Manéglise
- Mannevillette
- Montivilliers
- Notre-Dame-du-Bec
- Octeville-sur-Mer
- Rolleville
- Saint-Martin-du-Manoir